# Dasylirion wheeleri
Dasylirion wheeleri S. Watson ex Rothr. è una pianta angiosperma monocotiledone della famiglia Asparagaceae (sottofamiglia Nolinoideae).

## Descrizione

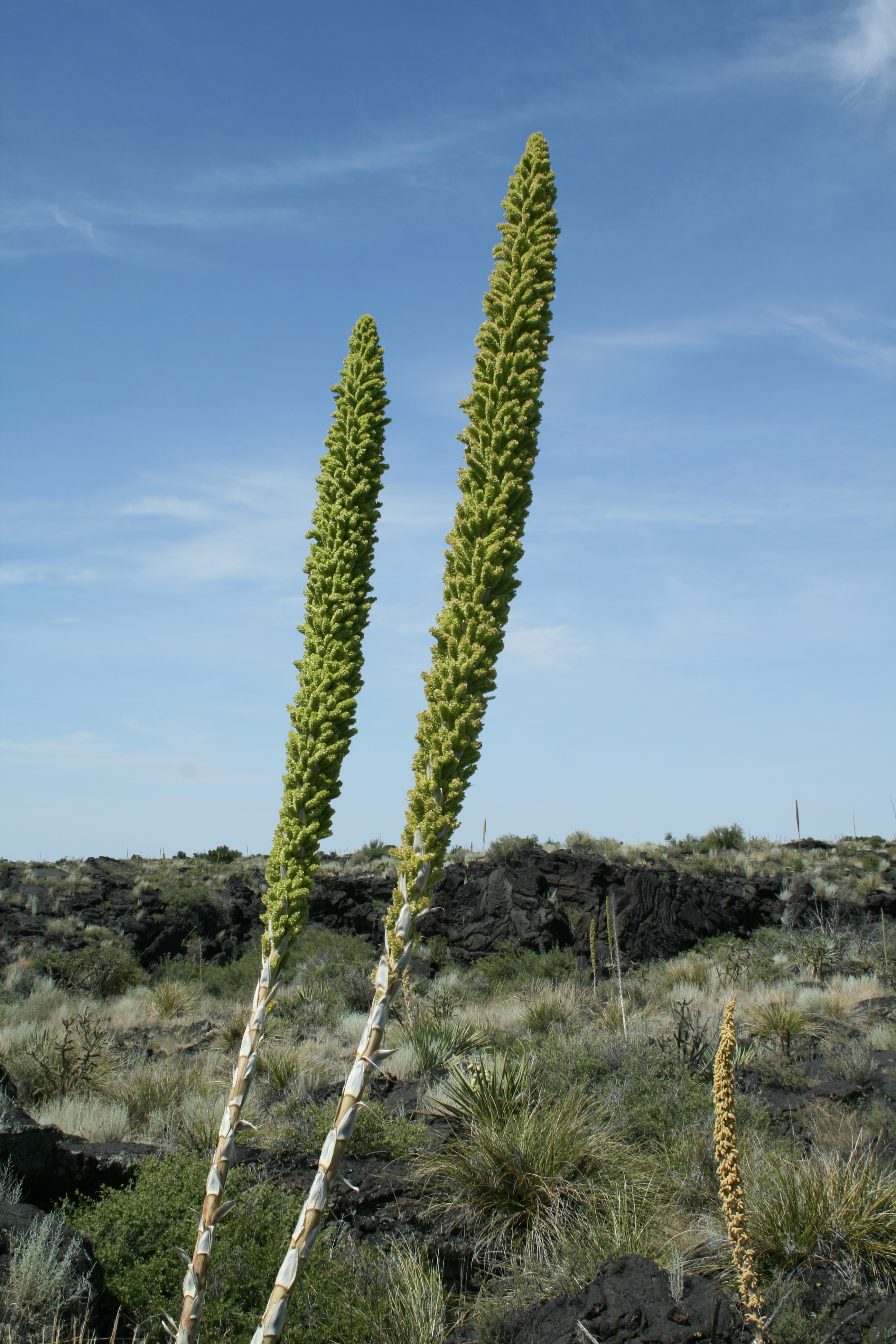
Dettaglio dell'infiorescenza

Si tratta di un arbusto con foglia perenne ad accrescimento da moderato a lento, che possiede un solo tronco ramificato di circa 40 cm di larghezza e 1,5 m di altezza, anche se spesso si trovano distese al suolo.
La sua foglia è sottile, lunga 35–100 cm, di colore grigio-verodognolo, con il margine seghettato. 
Le foglie si irradiano dal dentro dell'apice della pianta in tutte le direzione (forma sferica).
L'infiorescenza dallo stelo cresce fin sopra il fogliame, fino a un'altezza di 5 m e con un diametro di 6,3 cm. Lo stelo è sormontato da un lungo pennacchio di colore giallo paglierino con piccoli fiori aventi lunghezza pari a circa 2,5 cm e che portano sei tepali. Il colore del fiore aiuta a determinare il sesso della pianta, essendo per lo più bianco per le piante maschili e viola-rosa per le piante femminili.
Il frutto è una capsula secca di forma ovale, avente una lunghezza di 5–8 mm, che contiene un solo seme.

## Distribuzione e habitat
È nativa delle zone aride del nord del Messico, negli stati di Chihuahua e di Sonora e nel sudovest degli Stati Uniti d'America, nel deserto di Sonora nell'Arizona, come pure nel New Mexico e nel Texas.

## Tassonomia
Dasylirion wheeleri fu descritta da Sereno Watson e Joseph Trimble Rothrock e pubblicata nel Report Upon United States Geographical Surveys West of the One Hundredth Meridian, in Charge of First Lieut. Geo. M. Wheeler ... vol. 6, Botany 272, nel 1878.
Sinonimi
- Dasylirion wheeleri var. wislizeni Trel.

## Usi
Si coltiva come pianta ornamentale. Può essere piantata in ogni stagione, ma preferibilmente in estate, e la potatura va effettuata in ottobre.
La bevanda sotol è prodotta a partire da Dasylirion wheeleri. Fu anche utilizzata dai nativi della regione come alimento e per le sue fibre. Il taglio del fiore può essere utilizzato per accendere fuochi.